# Saltusaphis kienshuensis
Saltusaphis kienshuensis är en insektsart. Saltusaphis kienshuensis ingår i släktet Saltusaphis och familjen långrörsbladlöss. Inga underarter finns listade i Catalogue of Life.